# Зайцев, Семён Константинович
Семён Константинович За́йцев (род. 6 июня 1999 года в Миассе, Россия) — российский профессиональный игрок в русский бильярд, мастер спорта России международного класса. Действующий чемпион мира в свободной пирамиде (2019 год) и победитель командного чемпионата мира 2017 года в этой же дисциплине.
До окончательного перехода на профессиональные турниры «взрослой» категории провёл успешную юниорскую карьеру, в том числе становился чемпионом России (2014 год, среди юношей до 16 лет) и мира (2015 год, юноши до 18 лет).

## Основные победы и финалы
| Обозначения                        |
| Международные рейтинговые турниры  |
| Международные коммерческие турниры |
| Национальные первенства            |

| Год  | Статус   | Дисциплина          | Турнир                                                | Соперник                          | Счёт |
| 2017 | чемпион  | свободная пирамида  | Командный чемпионат мира (в паре с Иосифом Абрамовым) | Сергей Крыжановский Владимир Рейс | 7:4  |
| 2018 | финалист | свободная пирамида  | Кубок мира (финальная часть)                          | Иосиф Абрамов                     | 4:7  |
| 2019 | чемпион  | свободная пирамида  | Чемпионат мира                                        | Сеймур Мамедов                    | 4:3  |
| 2019 | финалист | московская пирамида | Admare Cup Кубок Кипра                                | Дмитрий Белозёров                 | 0:6  |